# 김삼호
김삼호(金三鎬, 1965년 7월 11일~)는 대한민국의 정치인이다. 제16대 광주광역시 광산구청장(2018. 7.~2022. 4.)을 지냈다.

## 학력
- 창립초등학교
- 입면중학교
- 1980~1983 광주인성고등학교 졸업
- 1984~1988 고려대학교 사학 학사
- 1998~2001 한양대학교 지방자치대학원 지방자치학

## 경력
- 2003. 3.~2005. 12. 대통령비서실 인사수석실 행정관
- 2006. 9.~2008. 9. 한국광해관리공단 호남지역본부장
- 2013. 1.~2014. 5. 광주광역시의회 운영전문위원
- 2014. 8.~2017. 7. 광산구시설관리공단 이사장
- 2017. 1.~ 노무현재단 광주지역위원회 공동대표
- 2018. 6. 13. 제7회 전국동시지방선거 당선(광주 광산구청장, 더불어민주당, 초선)
- 2018. 7.~2022. 4. 제16대 민선 7기 광주광역시 광산구청장

## 논란

### 공직선거법 위반 및 민간인 신분 퇴임식 논란
2017년 7~9월 사이에 더불어민주당 광주 광산구청장 경선을 대비해 자신이 이사장으로 재직하던 광산구시설관리공단 직원 등 경선 운동을 할 수 없는 신분의 사람들을 포함 4100여 명을 당원으로 불법 모집한 혐의, 당원 모집 대가로 공단 직원 150여 명에게 500만 원 가량의 나물 선물, 지인에게 32만 원의 골프 비용을 제공한 혐의로 2018년 4월 불구속 기소(공직선거법 위반)되었다. 2018년 10월 1일 광주지법에서 열린 1심에서 당원 모집 행위를 사전 선거 운동으로, 나물 선물 행위를 기부 행위, 대납 골프 비용 32만 원 중 13만 원을 기부 행위로 인정, 징역 1년2개월에 집행유예 2년을 선고받았다. 2019년 3월 27일 항소심 재판부인 광주고법 형사1부(부장판사 김태호)에서 김 구청장 측이 신청한 위헌 법률 심판 제청을 받아들여 재판 절차가 중단되었다. 2021년 12월 23일 광주고법에서 열린 2심에서는 원심을 깨고 징역 1년, 집행유예 2년을 선고받았다. 2022년 4월 14일 결국 대법원에서 원심이 확정되어 구청장직을 상실하였다.

그런데 구청장직을 상실한 직후인 4월 14일 오후 2시, 광산구청 2층 상황실에서 광산구의 과장급 이상 공무원들이 집결해 김삼호씨 퇴임식을 진행해 논란이 됐다. 당시 김삼호씨는 광산구청장도 전직 광산구청장도 아닌, 단순 민간인이었다. 사실상 아무런 법적 지위도 없는 민간인을 위해 현직 공무원들이 집결한 것이다.

## 역대 선거 결과
|  | 42.35% |

|  | 75.82% |

| 전임 민형배 (권한대행)이성수 | 제16대 광주광역시 광산구청장(민선) 2018년 7월 1일~2022년 4월 14일 | 후임 (권한대행)이돈국 박병규 |